# ريتشارد غرينيل
ريتشارد ألين غرينيل (بالإنجليزية: Richard Grenell)‏ (ولد في 18 سبتمبر 1966 -) هو دبلوماسي أمريكي وموظف مدني ومستشار إعلامي. شغل منصب سفير الولايات المتحدة في ألمانيا، واستقال من منصبه في 2 يونيو 2020، وعمل كذلك كمبعوث رئاسي خاص لصربيا ومفاوضات سلام كوسوفو. كما شغل منصب القائم بأعمال مدير الاستخبارات القومية في إدارة ترامب.
عمل غرينيل كمتحدث باسم وزارة الخارجية الأمريكية لدى الأمم المتحدة تحت قيادة أربعة سفراء أمريكيين مختلفين خلال إدارة جورج دبليو بوش. وبعد توليه منصبه في وزارة الخارجية، شكل شركة كابيتول ميديا بارتنرز، وهي شركة استشارات إستراتيجية في مجال الإعلام العام والشؤون العامة. كما عمل كمساهم في شبكة فوكس نيوز. كان جرينيل المتحدث باسم السياسة الخارجية لميت رومني خلال حملته الرئاسية لعام 2012.
في سبتمبر 2017، رشح رئيس الولايات المتحدة، دونالد ترامب، غرينيل سفيراً للولايات المتحدة في ألمانيا. وفي 26 أبريل 2018، تم تأكيده من قبل مجلس الشيوخ الأمريكي بتصويت 56 مقابل 42. قدم جرينيل أوراق اعتماده لرئيس ألمانيا، فرانك فالتر شتاينماير، في 8 مايو 2018. كانت فترة ولايته مثيرة للجدل، ووُصِفَ جرينيل بأنه معزول سياسيا ودبلوماسيا في برلين. يتجنب معظم القادة السياسيين الألمان الاتصال به بسبب ارتباطه باليمين المتطرف، وتدخله في السياسة الداخلية الألمانية، وافتقار ملحوظ في المهنية.   في عام 2020، شغل غرينيل لفترة وجيزة منصب القائم بأعمال مدير الاستخبارات القومية في إدارة ترامب، وهو أول شخص مثلي الجنس علنا يخدم في منصب على مستوى مجلس الوزراء الأمريكي.

## النشأة والتعليم
تخرج جرينيل بدرجة البكالوريوس في الحكومة والإدارة العامة من جامعة إيفانجيل في سبرينغفيلد بولاية ميزوري. حصل على درجة الماجستير في الإدارة العامة من كلية جون إف كينيدي الحكومية بجامعة هارفارد. 

## مسار مهني مسار وظيفي
قبل خدمته في وزارة الخارجية، كان جرينيل مستشارًا سياسيًا لعدد من الجمهوريين البارزين بما في ذلك جورج باتاكي وديف كامب.

### مستشار- وزير، وزارة الخارجية (2001-2008)

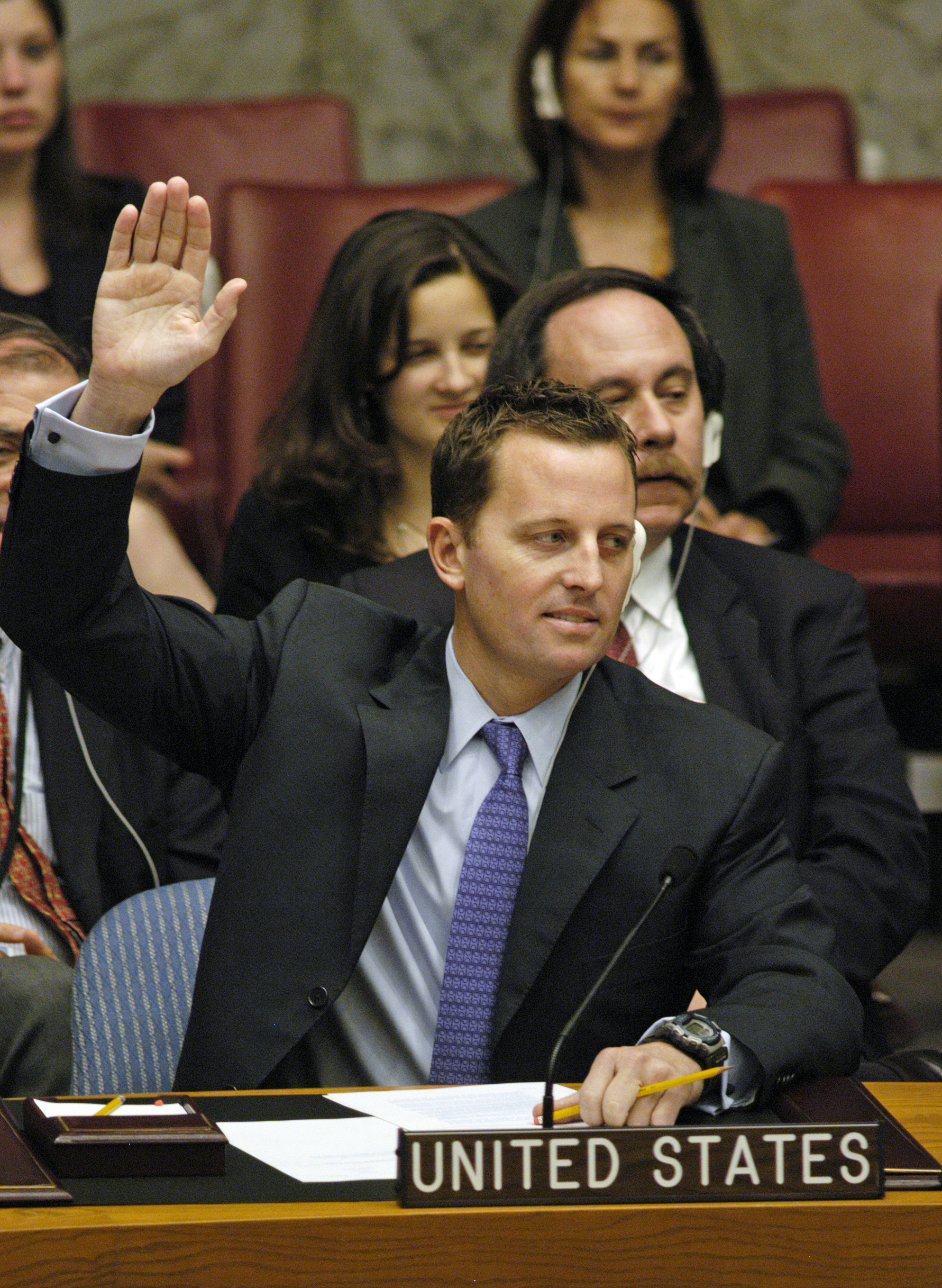
صوت جرينيل في اجتماع لمجلس الأمن الدولي عام 2005

في عام 2001، عُيين جرينيل من قبل الرئيس جورج دبليو بوش مديرا للاتصالات والدبلوماسية العامة للممثل الدائم للولايات المتحدة لدى الأمم المتحدة في نيويورك (رسميا، كان لقبه مستشار الوزير). خدم في هذا المنصب حتى عام 2008، وقدم جرينيل المشورة لأربعة سفراء أمريكيين مختلفين. وخلال فترة ولايته، أصدر جرينيل موقفًا واستراتيجية رسمية أمريكية بشأن قضايا مثل الحرب على الإرهاب، وعمليات حفظ السلام العالمية، والانتشار النووي، وفضيحة الأمم المتحدة للنفط مقابل الغذاء.

### الاستشارات والإعلام والعمل في الحملات (2009-2017)
في عام 2009، أسس جرينيل كابيتول ميديا بارتنرز، وهي شركة استشارات إستراتيجية دولية في مجال الإعلام والشؤون العامة ولها مكاتب في لوس أنجلوس وسان فرانسيسكو ونيويورك وواشنطن العاصمة. كما كان متعاقدًا كمساهم في شبكة فوكس نيوز، حيث علق على الشؤون الخارجية ووسائل الإعلام.  كتب جرينيل لصحيفة وول ستريت جورنال،  سي بي إس نيوز،   سي إن إن،  بوليتيكو، هافينغتون بوست، واشنطن تايمز، نيوزماكس، والجزيرة. في عام 2012، صنفت سي إن إن جرينيل كواحد من أفضل خمسة مستشارين جمهوريين في وسائل التواصل الاجتماعي، وصنفت مجلة تايم جرينيل كواحد من أفضل 10 مغردين سياسين في تويتر لعام 2014.
كان جرينيل المتحدث باسم السياسة الخارجية للمرشح الجمهوري ميت رومني خلال حملته الرئاسية لعام 2012. وهو أول شخص مثلي الجنس علنا يعمل كمتحدث باسم مرشح جمهوري للرئاسة. 
في عام 2016، قبلت شركة غرينيل الاستشارية أكثر من 100.000 دولار من مؤسسة ماغيار في أمريكا الشمالية لتقديم دعم العلاقات العامة للحكومة المجرية فيكتور أوربان. لم يفصح جرينيل عن هذه المدفوعات بموجب قانون تسجيل الوكلاء الأجانب (FARA) قبل عمله في إدارة ترامب.
بعد أيام من تعيين جرينيل في وزارة الاستخبارات الوطنية، أفادت CNN أن موقعه الشخصي كان - حتى 2018 - يروج للأعمال الاستشارية التي قام بها للعملاء في إيران والصين وكازاخستان ودول أخرى.

### سفير لدى ألمانيا

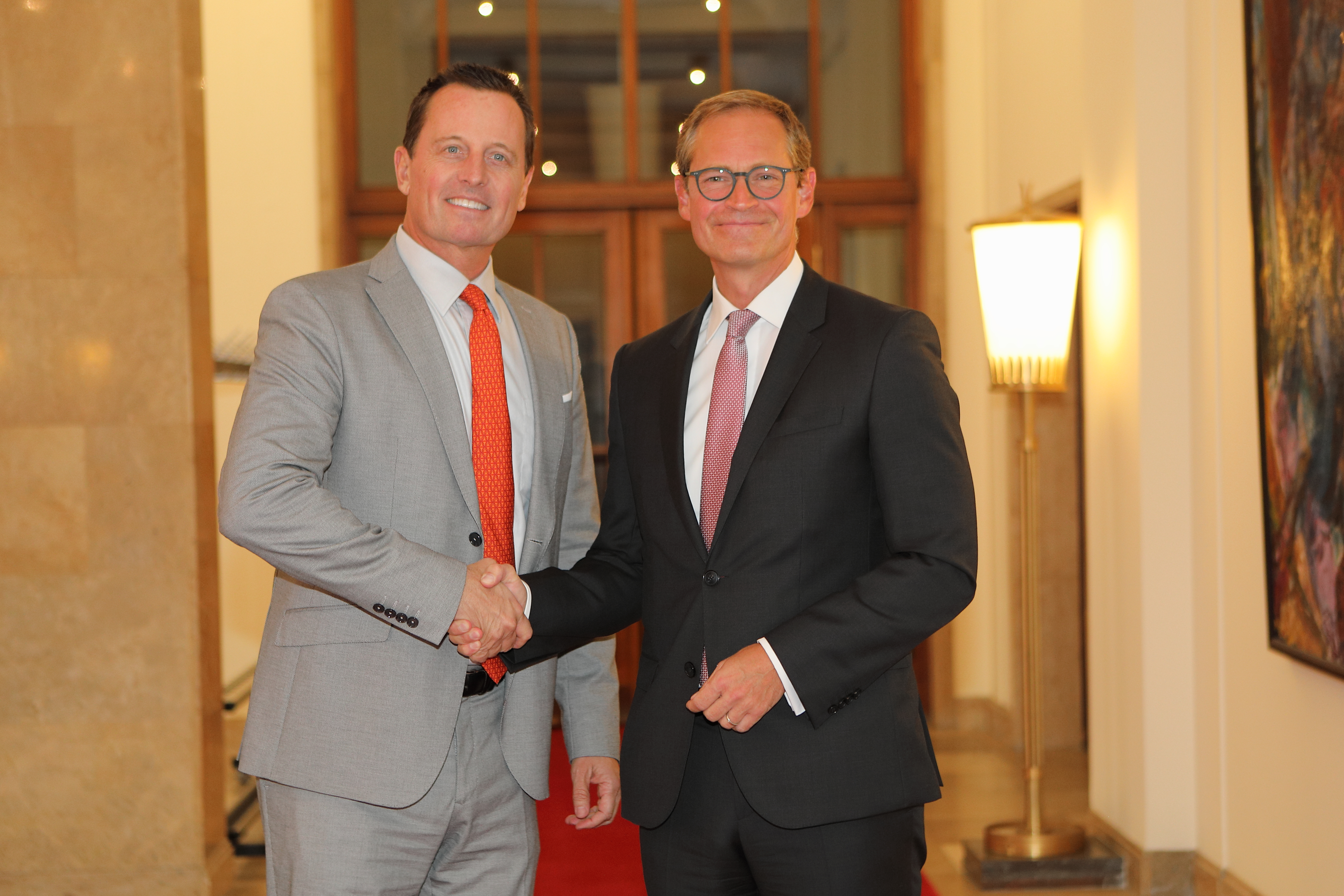
جرينيل (يسار) مع رئيس بلدية برلين مايكل مولر في 2018

في سبتمبر 2017، رشح الرئيس دونالد ترامب جرينيل ليصبح سفير الولايات المتحدة في ألمانيا. بعد تأخير كبير، صادق مجلس الشيوخ على جرينيل 56-42 في 26 أبريل 2018.  أدى جرينيل اليمين الدستورية من أمام نائب الرئيس مايك بنس في 3 مايو 2018، مما جعله أعلى مسؤول مثلي علنيًا على الإطلاق في إدارة جمهورية. وكان جرينيل قيد النظر أيضا لمنصب سفير الولايات المتحدة لدى الناتو وسفير الولايات المتحدة لدى الأمم المتحدة. 
قدم جرينيل أوراق اعتماده لرئيس ألمانيا في 8 مايو 2018. وفي غضون ساعات من توليه منصبه، أساء جرينيل إلى الدبلوماسيين وقادة الأعمال عندما غرد بأن «الشركات الألمانية التي تعمل في إيران يجب أن تنهي عملياتها على الفور». كان ينظر إلى التغريدة على نطاق واسع على أنها تهديد، حيث قال وزير خارجية لوكسمبورغ، جان أسيلبورن، إن «هذا الرجل تم اعتماده كسفير فقط أمس. لإعطاء الشركات الألمانية مثل هذه الطلبات... هذه ليست الطريقة التي يمكنك من خلالها التعامل مع حلفائك». وذكر زعيم الحزب الديمقراطي الاجتماعي الألماني أن جرينيل «يبدو أنه بحاجة إلى بعض الدروس» في «الفن الرفيع للدبلوماسية»، بينما حث حزب اليسار حكومة ميركل على استدعاء جرينيل لتوضيح تعليقاته.
أثار جرينيل الجدل في يونيو 2018 من خلال تصريحات لبريتبارت نيوز، قال فيها: «أريد بالتأكيد تمكين المحافظين الآخرين في جميع أنحاء أوروبا، والقادة الآخرين.»  ووُصف هذا التعليق بأنه خرق للبروتوكول الدبلوماسي وانتهاك للمادة 14 من اتفاقية فيينا للعلاقات الدبلوماسية، التي تشترط على السفراء أن يكونوا محايدين سياسياً في السياسة الداخلية للبلدان التي يعملون فيها. دعا سياسيون ألمان بارزون إلى إقالة جرينيل.    وقال مارتن شولتز، الزعيم السابق للحزب الديمقراطي الاجتماعي في ألمانيا، «إن ما يفعله هذا الرجل لم يسمع به في الدبلوماسية الدولية. ولو قال سفير ألماني في واشنطن إنه موجود لدعم الديمقراطيين، لكان طُرد على الفور».
في خريف عام 2018، لعب جرينيل دورًا دبلوماسيًا رئيسيًا في التخطيط لاعتقال جوليان أسانج من خلال تقديم تأكيدات عبر القنوات الخلفية للإكوادور بأن أسانج لن يواجه عقوبة الإعدام في الولايات المتحدة.

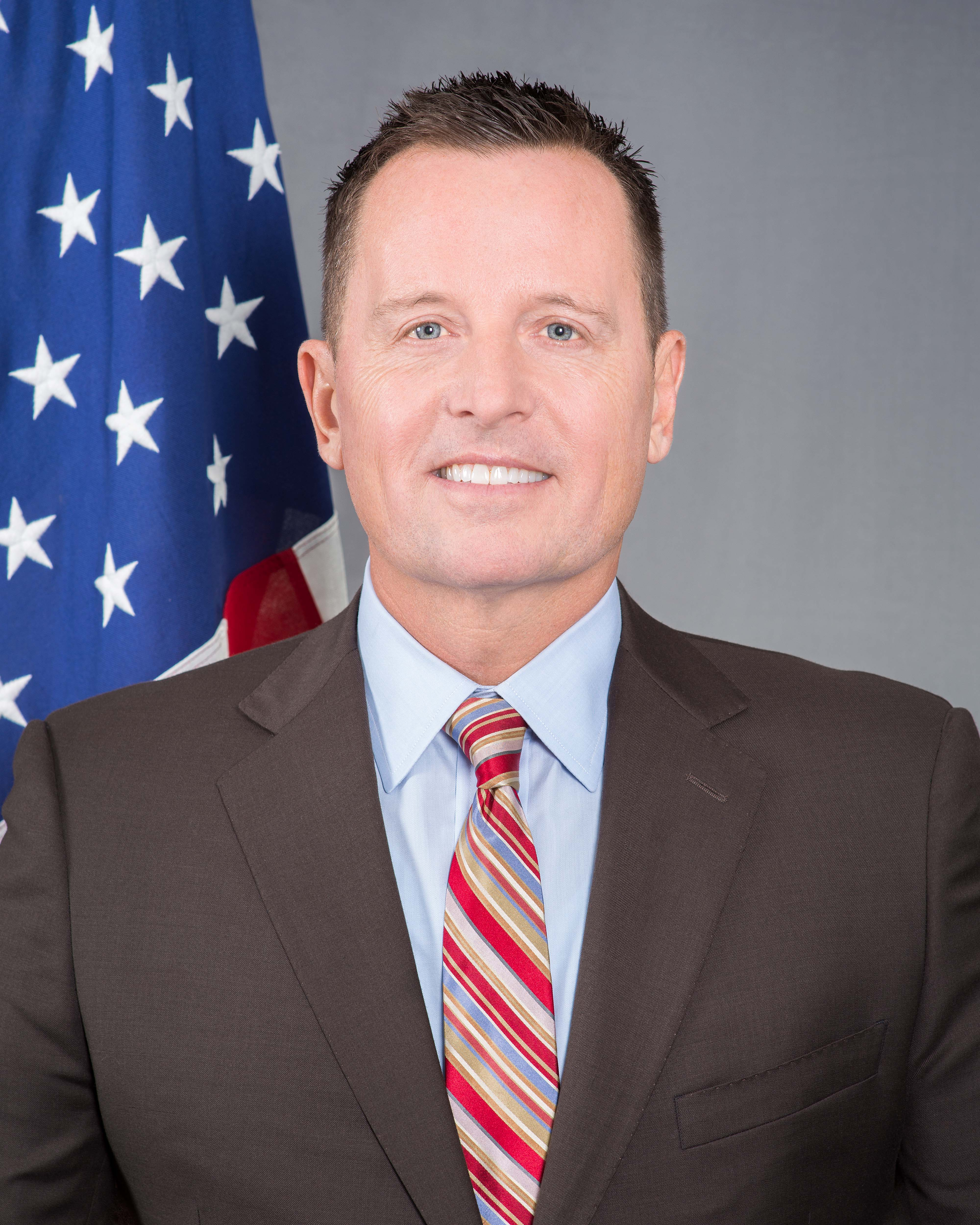
صورة السفير

كان جرينيل مساهما منتظما في توكار كارلسون الليلة في قناة فوكس نيوز خلال الأشهر القليلة الأولى من توليه منصبه كسفير في ألمانيا. في نوفمبر 2018، ظهر في البرنامج وكرر انتقاداته لسياسات الهجرة التي تنتهجها أنجيلا ميركل. وقارن جرينيل ميركل بشكل غير مواتٍ مع المستشار النمساوي المنتخب حديثًا سيباستيان كورتس، الذي (وفقًا لجرينيل) «فاز بشكل كبير جدًا» بسبب موقفه الصارم بشأن الهجرة. ووصفت مجلة دير شبيغل هذه التصريحات بأنها «دعوة مُبطنة لتغيير الحكومة في برلين».
في ديسمبر 2018، خلال القضية المحيطة بصحفي دير شبيجل كلاس ريلوتيوس، كتب جرينيل إلى المجلة، واشتكى من التحيز المؤسسي المناهض للولايات المتحدة، وطلب إجراء تحقيق مستقل.  
في يناير 2019، أخبر جرينيل هاندلسبلات أن الشركات الأوروبية المشاركة في بناء خط أنابيب الغاز نورد ستريم 2 «في خطر دائمًا، لأن العقوبات ممكنة دائمًا». لطالما عارضت إدارة ترامب خط أنابيب 'نورد ستريم 2' المدعوم من روسيا لإيصال الغاز الطبيعي من روسيا إلى ألمانيا. كما هدد جرينيل أيضًا بفرض عقوبات على الشركات الألمانية المشاركة في بناء نورد ستريم 2.
في فبراير 2019، أُعلن أن جرينيل كان يقود جهود إدارة ترامب التي تم تشكيلها حديثًا لتعزيز عدم تجريم المثلية الجنسية في الدول التي كانت فيها المثلية الجنسية غير قانونية.
في مارس 2019، دعا فولفجانج كوبيكي، نائب رئيس البوندستاغ ونائب رئيس الحزب الديمقراطي الحر، إلى طرد جرينيل من ألمانيا. وقال كوبيكي: «يجب على أي دبلوماسي أمريكي يتصرف كمفوض سامٍ لسلطة احتلال أن يعلم أن تسامحنا له حدود أيضًا».
في يناير 2020، قال ليف بارناس لصحيفة ديلي بيست أنه قيل له أن يطلب من جرينيل إخطارًا مسبقًا إذا كانت وزارة العدل ستنتقل لتسليم الأوليغاركي الأوكراني المتهم دميترو فيرتاش. 
من بين الإجراءات الأخرى كسفير، ضغط جرينيل على ألمانيا لاتخاذ موقف أكثر صرامة ضد إيران وحزب الله.

### المبعوث الرئاسي الخاص لصربيا ومفاوضات السلام في كوسوفو
في أكتوبر 2019، عين ترامب جرينيل مبعوثًا خاصًا لمفاوضات سلام صربيا وكوسوفو.

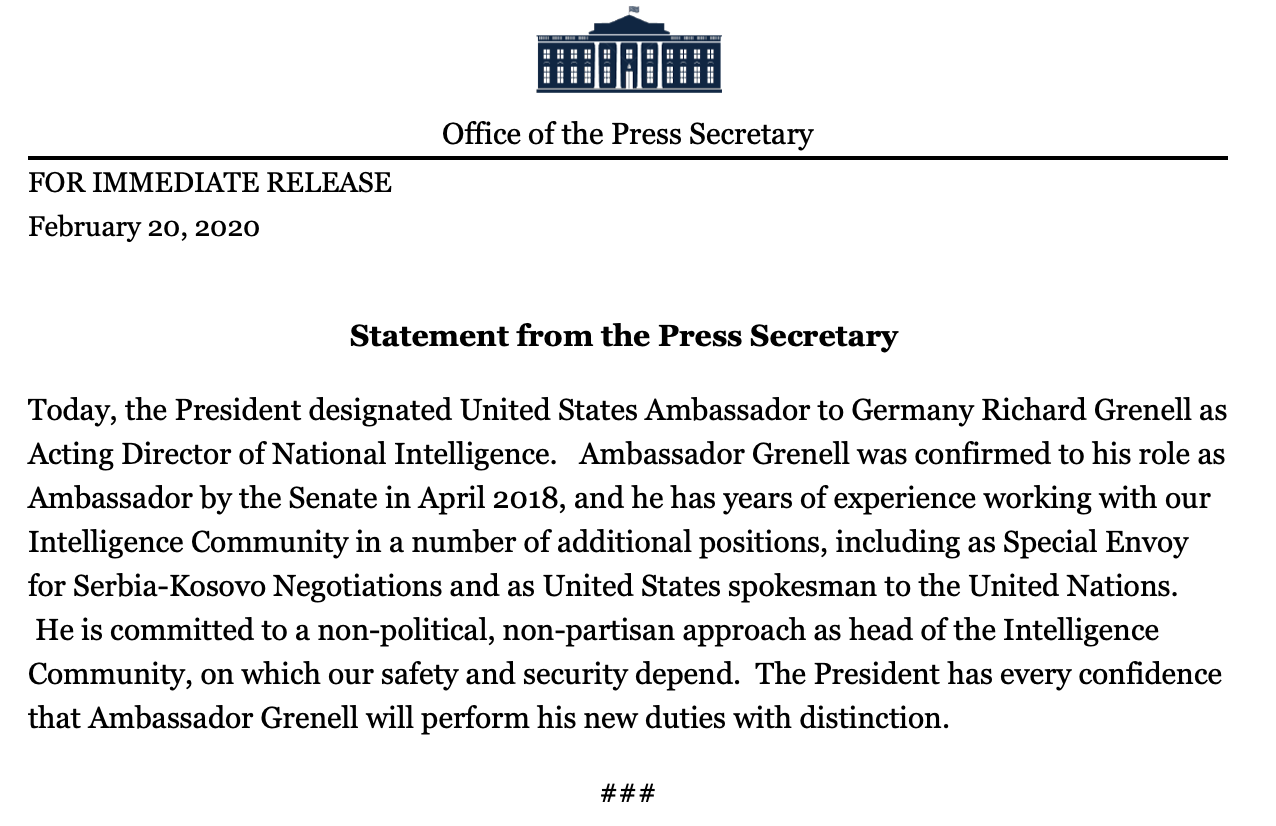
تعيين

### القائم بأعمال مدير المخابرات الوطنية

#### فترة
في 13 فبراير 2020، أوصى شيلبي بيرسون - أكبر مسؤول أمني انتخابي في مجتمع المخابرات، نائب جوزيف ماغواير - أعضاء لجنة الاستخبارات بمجلس النواب بأن روسيا كانت تتدخل في انتخابات 2020 في محاولة لإعادة انتخاب ترامب. انتقد ترامب ماغواير لأنه سمح بالإحاطة، وأعرب عن قلقه من أن الديمقراطيين قد «يسلحون» المعلومات ضده.  
في 20 فبراير 2020، أقال ترامب ماغواير من منصب مدير الاستخبارات القومية، وعين جرينيل بدلًا منه.  استقال ماغواير ونائبه أندرو هالمان من مكتب مدير الاستخبارات القومية (ODNI). وعُين كاش باتل - مسؤول مجلس الأمن القومي والمساعد السابق لعضو الكونغرس ديفين نونيس - في اليوم التالي مستشارًا كبيرًا لغرينيل.
كمدير بالإنابة، لم يخضع جرينيل لتأكيد مجلس الشيوخ. على الرغم من أن ترامب أشار إلى أنه سيعين سفيرًا أمريكيًا جديدًا في ألمانيا، احتفظ جرينيل بهذا المنصب أثناء خدمته أيضًا في منصبه الجديد، وأشار جرينيل إلى أنه لا يتوقع أن يتولى منصب مدير المخابرات القومية كمنصب دائم أساسًا.
في 28 فبراير 2020، أعلن ترامب عن ترشيح النائب الأمريكي. جون راتكليف لمنصب مدير الاستخبارات القومية. وسمح الترشيح لغرينيل بالبقاء كمدير بالإنابة انتظارًا لتأكيد راتكليف.  ومع تأكيد راتكليف، انتهت ولاية غرينيل كمدير بالإنابة في 26 مايو 2020.

#### سياسات
سن جرينيل تجميد التوظيف في مكتب الاستخبارات القومية، ونظر في الطرق وأمر بإعادة النظر في موظفي الوكالة ومهمتها. في 8 مايو، أعلن عن إعادة تنظيم مكتب الاستخبارات القومية بما في ذلك مكتب إلكتروني موحد،  وفي 15 مايو، أعلن عن تغييرات تنظيمية في المركز الوطني لمكافحة الإرهاب. أيضًا في 15 مايو، أعلن أن مكتب الاستخبارات القومية سيقود جلسات إحاطة حول التهديدات الأمنية للانتخابات لمرشحي الرئاسة لعام 2020، ليحل محل مكتب التحقيقات الفيدرالي. 
في أبريل 2020، قال جرينيل إن الإدارة تدرس سياسات للحد من تبادل المعلومات الاستخباراتية مع الدول التي تجرم المثلية الجنسية. وفي 29 أبريل 2020، أمر كل وكالة استخبارات بمراجعة سياساتها بشأن التعامل وتبادل المعلومات حول المواطنين الأمريكيين.
في 2 و 15 أبريل 2020، عمل جرينيل على رفع السرية عن عدة هوامش سفلية في تقرير حول إساءة استخدام قانون مراقبة الاستخبارات الأجنبية الذي أصدره المفتش العام لوزارة العدل مايكل إي هورويتز.  كما لعب دورًا في الإفراج عن 57 نسخة من المقابلات التي أجرتها لجنة التحقيق بمجلس النواب الروسي.   وفي 12 مايو 2020، رفع جرينيل السرية عن أسماء مسؤولي إدارة أوباما الذين كشفوا عن مايكل فلين،  وفي 19 مايو 2020، رفع جرينيل السرية عن بريد إلكتروني أرسلته مستشارة الأمن القومي سوزان رايس إلى نفسها. في اليوم الذي انتهت فيه ولايته، قام جرينيل بسحب السرية عن العديد من الوثائق المتعلقة بتحقيق روسيا.

#### الخلافات
جاء في البيان الصحفي الذي أصدره البيت الأبيض أن جرينيل كان لديه «سنوات من الخبرة في العمل مع مجتمع الاستخبارات لدينا في عدد من المناصب الإضافية»؛  ومع ذلك، فإن هذا التأكيد اعترض عليه آخرون ممن أكدوا أن لغرينيل خلفية قليلة في مسائل المخابرات.   وقالت السناتور الجمهوري سوزان كولينز، من المؤلفين المشاركين في إعداد التشريع الذي وضع في عام 2004: «إنني أهتم بشدة بهذا الموقف وأعتقد أن الشخص يحتاج إلى خبرة في مجتمع المخابرات، وهو الأمر الذي للأسف ليس لدى السفير جرينيل».
جاء في البيان الصحفي للبيت الأبيض أن غرينيل لديه «سنوات من الخبرة في العمل مع مجتمع الاستخبارات في عدد من المناصب الإضافية»؛ غير أن هذا التأكيد كان موضع خلاف من قبل آخرين أكدوا أن غرينيل ليس لديه خلفية تذكر في مسائل الاستخبارات. وقالت السناتور الجمهوري سوزان كولينز، وهي واحدة من أربعة من المؤلفين المشاركين في إعداد التشريع الذي وضع مدير الاستخبارات القومية في عام 2004: «إنني أبالغ في الاهتمام بهذا الموقف وأعتقد أن الشخص يحتاج إلى خبرة في مجتمع الاستخبارات، وهو ما لا يملك السفير غرينيل للأسف».
في اليوم الذي بدأت فيه فترة ولايته، أفيد أن غرينيل لم يكشف عن مدفوعات لأعمال المناصرة نيابة عن السياسي المولدوفي فلاديمير بلوتنيوك. 
في 10 مارس 2020، رفض جرينيل حضور جلسة استماع للكونغرس حول الأمن الانتخابي، «مستشهدا بالتخوف من استعداده لمعالجة الموضوعات الحساسة التي تميل إلى إزعاج الرئيس».

## الحياة الشخصية
جرينيل هو جمهوري مسجل  يعتبر مواليًا قويًا لترامب،    وهو أول شخص مثلي الجنس علنا يخدم في منصب وزاري أمريكي. لديه شريك قديم، مات لاشي.
في يونيو 2013، كشف جرينيل أنه تم تشخيصه بمرض لمفوما لاهودجكينية وبدأ العلاج الكيميائي. وفي سبتمبر 2013، أعلن عن شفائه.

## روابط خارجية
- ريتشارد غرينيل على موقع مونزينجر (الألمانية)